# Oskars Kalpaks

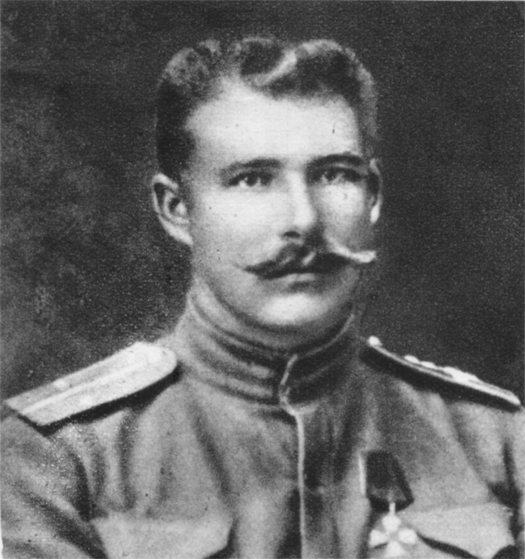
Oskars Kalpaks

Oskars Kalpaks (* 6. Januar 1882 in Meirāni; † 6. März 1919 bei Airītes) war ein lettischer Offizier.

## Leben
Oskars Kalpaks wurde als Sohn des lettischen Ehepaars Pēteris und Ilze Kalpaki in einfachen Lebensverhältnissen geboren. Er hatte zwei Geschwister. Zunächst besuchte er eine örtliche Schule, später die Gemeindeschule von Lubahn. 1903 trat er freiwillig in den russischen Militärdienst ein, um sich die Möglichkeit eines Studiums zu eröffnen. Ab September 1905 besuchte er die Seeschule in Irkutsk. Als Angehöriger der russischen Streitkräfte im Ersten Weltkrieg nahm er an Kämpfen in Ungarn, Polen und Rumänien teil. Er wurde mehrfach ausgezeichnet und 1917 zum Regiments-Kommandeur befördert.
1918 kam Kalpaks zurück nach Lettland und hielt sich im Dezember 1918 in Riga auf. Dort trat er in den Dienst Lettlands ein, das kurz zuvor seine Unabhängigkeit von Russland erklärt hatte. Kalpaks wurde zum Oberkommandierenden der neugebildeten lettischen Streitkräfte ernannt. Im Lettischen Unabhängigkeitskrieg wurden er, zwei weitere lettische Offiziere und ein deutscher Leutnant, am 6. März 1919 durch einen versehentlichen Beschuss verbündeter deutscher Truppen getötet.

## Gedenken und Ehrungen
Zunächst wurde Oskars Kalpaks auf dem Nordfriedhof von Libau beigesetzt, dann jedoch in seinen Heimatort Visagals umgebettet. Posthum wurde Oskars Kalpaks 1927 der lettische Lāčplēsis-Orden verliehen. Sein Tod ist Motiv eines Bildes des Malers Kārlis Sūniņš.
Nach Oskars Kalpaks sind zahlreiche Straßen und öffentliche Einrichtungen, darunter Schulen, in Lettland benannt. 2006 errichtete man ihm zu Ehren in Riga das Kalpaks-Denkmal.

## Museum
An seinem Sterbeort wurde ihm 1936 ein Denkmal gesetzt und ein Museum eingerichtet. 1950, in der Zeit der sowjetischen Besetzung Lettlands, wurde das Denkmal zerstört und das Museumsgebäude in ein Postamt und Wohnungen umgewandelt. 1990 wurde das Museum wiedereröffnet.